# Graduate School Rhein-Neckar
Die Graduate School Rhein-Neckar bietet in Kooperation mit der Hochschule für Wirtschaft und Gesellschaft Ludwigshafen und der Hochschule Mannheim berufsbegleitende Master-Studiengänge, Zertifikate, Seminare und Inhouse-Schulungen an. Sie wurde am 8. August 2006 als gemeinnützige GmbH gegründet.
Frank Rogalski war der erste Geschäftsführer. Im Juni 2009 wurde Stephan Huxold als alleinvertretungsberechtigter Geschäftsführer berufen. Von Mai 2011 bis April 2019 hatte Petra Höhn dieses Amt inne. Im Mai 2019 übernahm Klaus Eisold die Geschäftsführung der Graduate School Rhein-Neckar. Abgelöst wurde er im Oktober 2021 von Ralf Blasek.

## Netzwerk
Die Graduate School Rhein-Neckar arbeitet neben der Hochschule für Wirtschaft und Gesellschaft Ludwigshafen mit zahlreichen Unternehmen zusammen, um die nötige Praxisnähe in die Studiengänge zu integrieren. Zum engeren Kreis der Unternehmen gehören BASF SE, BG Klinik Ludwigshafen, IHK Pfalz, MVV Energie AG, sowie der Verein Zukunft Metropolregion Rhein-Neckar.

## Angebot
Die Graduate School Rhein-Neckar soll interdisziplinäre wissenschaftliche Weiterbildung ausschließlich in der beruflichen Weiterbildung durchführen. Es werden dabei Weiterbildungsstudiengänge (MBA- und Master-Studiengänge) modular und berufsbegleitend als Präsenz-, Fern- oder Onlinestudium in enger Kooperation mit der Hochschule für Wirtschaft und Gesellschaft Ludwigshafen und der Hochschule Mannheim angeboten. Das Zentrum für Fernstudien im Hochschulverbund - zfh unterstützt bei der Vermarktung der Fernstudiengänge. Daneben werden einzelne Seminare sowie Veranstaltungsreihen und Programme mit einem Zertifikat als Abschluss angeboten. Einzelne Studiengänge verfügen auch über Auslandsaufenthalte. Alle Master- und MBA-Programme der Graduate School Rhein-Neckar sind akkreditiert.
Derzeit umfasst das Programm folgende berufsbegleitende Masterstudiengänge:
Präsenzstudiengänge:
- Berufsintegrierendes Studium BWL (MBA)
- Business Innovation Management (MBA)
- Digital & IT Management (MBA)

Fern- und Onlinestudiengänge:
- Biomedizinische Informatik und Data Science (M.Sc.)
- Digital Finance, Strategie & Accounting (MBA)
- Internationale Betriebswirtschaftslehre (MBA) / International Business Management (MBA)
- Logistics - International Management & Consulting (MBA)
- Unternehmensführung (MBA)